# السلوك لمعرفة دول الملوك
السلوك لمعرفة دول الملوك هو من أهم الكتب التاريخية للعلامة المقريزي والكتاب هو الجزء الرابع من كتب المقريزي عن تاريخ مصر وأولها البيان والإعراب فيمن دخل مصر من الأعراب وثانيها عقد جواهر الأسفاط في أخبار مدينة الفسطاط أما ثالثها فهو اتعاظ الحنفاء بأخبار الأئمة الفاطميين الخلفاء والرابع هو الكتاب الذي بين أيدينا والذي يؤرخ لفترة حكم الدولة الأيوبية والدولة المملوكية لمصر وهي فترة مهمة من التاريخ الإسلامي سيما أنها رافقت ظهور شخصيات وأحداث مهمة، وهو كتاب تأريخى يعتبر من أبرز مؤلفات المؤرخ المصري تقى الدين المقريزي وأهم الكتب التي كتبت عن تاريخ مصر الوسيط، جمع فيه المقريزي وسجل فيه معلومات كثيرة عن العصر الأيوبى والمملوكى من سنة 567 هـ، إلى سنة وفاته 845 هـ، والكتاب ذكر فيه المصنف مَن ملك مصر من الملوك الأكراد الأيوبية، والسلاطين المماليك التركية والجركسية، حصر أخبارهم الشائعة، واستقصى أعلامهم الذائعة، وقد حوى الكتاب أكثر ما في أيامهم من الحوادث، ولم يعتن فيهِ بالتراجم والوفيات، لأنه أفرد لها مؤلفًا آخر، وقد سلك فيه التوسط بين الإكثار الممل والاختصار المخل. 
اعتمد المقريزى على المصادر التي سبقت زمانه وبحيادتيه التاريخية وأسلوبه العلمى المتَّزن سجل المصادر مع الأحداث، ومن مصادره كانت مؤلفات ابن الفرات وابن أيبك والدوادارى وبيبرس والنويري والجزري والبرزالي وابن واصل ومحيى الدين بن عبد الظاهر وغيرهم. نقل المقريزى كمؤرخ محترف متمكن ليس كمجرد ناسخ وأضاف معلومات وتفاصيل مهمة تكميلية جعلت من كتابهِ ثروة تاريخية. المقريزى كتب هذا الكتاب بطريقة جديدة تختلف عن طريقة من سبقوه كابن الفرات أو الدوادار أو النويرى، صاغه بطريقة الحوليات ودوَّن أحداث كل سنة في فصل مستقل وختم كل سنة بذكر الوفيات والترجمة للمتوفين باختصار. ففي الجزء الأول يتحدث عن الفترة الممتدة من سنة 568هـ إلى سنة 703 هـ كل سنة على حدة. وفي الجزء الثاني يتحدث عن الفترة الممتدة من 754هـ إلى سنة 754 هـ. أما في الجزء الثالث فيتحدث عن الفترة الممتدة من 755 هجرية إلى سنة 807 هجرية. وفي الجزء الرابع يتحدث عن الفترة الممتدة من سنة 858 هـ، إلى سنة 844 هـ. علما أن الكاتب يستعمل نفس المنهاج التأريخي في جميع كتبه التاريخية.
ومن هذا السفر الرائع، لقد خرجت بقية كتب المقريزي لتؤرخ الفتح الإسلامي لمصر، ولتؤرخ في الوقت نفسه لتاريخ العالم العربي والإسلامي منذ حركة الفتوح الإسلامية، حتى منتصف القرن التاسع الهجري - الرابع عشر الميلادي. فقد كتب هذا المؤرخ الذي أدرك أهمية القراءة الواعية لتاريخ الأمة مؤلفات عدة، مازال البحث التاريخي المعاصر يعتمد عليها. كتب المقريزي عن الرسول وبيته، وكتب عن (النزاع والتخاصم فيما بين بني أمية وبني هاشم)، وكتب عن الدول الإسلامية في القرن الإفريقي (الإلمام بمن بأرض الحبشة من ملوك الإسلام)، وكتب عن الأوبئة والمجاعات، وتأثير الحكم الفاسد على الأحوال الاقتصادية والاجتماعية.
وقدم المقريزي تاريخا فريدا للدولة الفاطمية وحكمها في مصر والشام، كما حدثنا في كتابه العمدة (السلوك لمعرفة دول الملوك)، عن تاريخ المنطقة العربية، في لحظة فارقة من تاريخ الحضارة العربية الإسلامية، وهو مصدر مهم من مصادر تاريخ الحروب الصليبية، وتاريخ الغزو المغولي وهزيمة المغول في (عين جالوت)، ثم تحول الجيل الثاني من هذه الأقوام الغازية التي أرعبت العالم إلى الإسلام، وشيدوا حضارة زاهية لاتزال شواهدها المادية واللامادية ماثلة إلى اليوم في شبه القارة الهندية.
على أن أهم ما يميز المقريزي عن معاصريه، وعمن جاءوا بعده، هو منهجه في عرض الأحداث التاريخية، وقدرته التحليلية الرائعة: فقد وصف لنا الحوادث التي عاصرها بعبارة حية، وأسلوب بديع زاده جمالا إدراكه للعلاقة السببية بين الظواهر التاريخية. فقد كانت ملاحظاته الذكية على الحياة اليومية في القاهرة زمن سلاطين المماليك، وموقفه المنحاز إلى الناس - صناع الحياة الحقيقيين - سابقة بعدة قرون على ما نسميه اليوم التاريخ الاجتماعي.

## مخطوطات الكتاب
لكتاب «السلوك لمعرفة دول الملوك» مخطوطات بعضها كامل مثل مخطوطة آياصوفيا (في أربعة مجلدات) برقم 3372، ومخطوط آخر فيها برقم 3373 حتى 3376، ونسخة أخرى في مكتبة فاتح 4377 حتى 4377 ونسخة أخرى نفيسة برقم 3381 حتى 3389، كما أن ثمة قطعًا في جامع أحمد الثالث (لعلها بخط المقريزي) وكويرللى، ومنه قطعة في الظاهرية بدمشق رقم 7304، ونسخة في جامعة أكسفورد (في أربعة مجلدات) عنوانها «واسطة الملوك».

## أقسام الكتاب ومنهجيته
ويقع الكتاب في أربعة أجزاء ويعتمد المقريزي في نظام تأريخيه على أسلوب الحوليات، وهو نظام يقوم على التأريخ لكل سنة وما صاحبها من الأحداث على حدة.
ففي الجزء الأول يتحدث عن الفترة الممتدة من سنة 568 هـ إلى سنة703 هـ كل سنة على حدة. وفي الجزء الثاني يتحدث عن الفترة الممتدة من 704 هـ إلى سنة 754 هجرية. أما في الجزء الثالث فيتحدث عن الفترة الممتدة من 755 هجرية إلى سنة 807 هجرية. وفي الجزء الرابع يتحدث عن الفترة الممتدة من سنة 808 هـ إلى سنة 844 هـ. علما أن الكاتب يستعمل نفس المنهاج التأريخي في جميع كتبهِ التاريخية.

### الطبعات
طبع كتاب السلوك في عهد مبكر، فقد نشرت أجزاء منه بتحقيق كاترميرالفرنسي بعنوان «تاريخ السلاطين المماليك بمصر» في مجلدين (باريس 1837-1845) كما نشره في مصر، فظهر الجزء الأول منه سنة 1934م بتحقيق محمد مصطفى زيادة، ثم نُشر بجزءه الثاني سنة 1958م الذي انتهى ببعض أحداث سنة 755هـ، ثم صدر الجزء الثالث ثم الرابع والأخير بتحقيق د. سعيد عبد الفتاح عاشور مابين سنتي 1973 – 1970م وكل جزء من هذه الأجزاء في عدد من الأقسام.

## مقدمة الكاتب
| السلوك لمعرفة دول الملوك | أما بعد، فإنه لما يسر الله وله الحمد، بإكمال كتاب عقد جواهر الأسفاط من أخبار مدينة الفسطاط، واتعاظ الحنفاء بأخبار الأئمة الفاطميين الخلفاء، وهما يشتملان على ذكر من مَلَكَ مصر من الأمراء والخلفاء، وما كان في أيامهم من الحوادث والأنباء، منذ فحت إلى أن زالت الدولة الفاطمية وانقرضت، أحببت أن أصل ذلك بذكر من ملك مصر بعدهم من الملوك الأكراد الأيوبية، والسلاطين المماليك التركية والجركسية، في كتاب يحصر أخبارهم الشائعة، ويستقصي أعلمهم الذائعة، ويحوى أكثر ما في أيامهم من الحوادث والماجريات، غير معتن فيه بالتراجم والوفيات، لأني أفردت لها تأليفاً بديع المثال بعيد المنال، فألفت هذا الديوان، وسلكت فيه التوسط بين الإكثار الممل والاختصار المخل، وسميته كتاب السلوك لمعرفة دول الملوك. وبالله أستعين فهو المعين، وبه أعتضد فيما أريد وأعتمد، فإنه حسبي ونعم الوكيل. | السلوك لمعرفة دول الملوك |